# Глейзеров, Евгений Эммануилович
Евге́ний Эммануи́лович Гле́йзеров (род. 20 марта 1963, Брянск) — советский и российский шахматист, гроссмейстер (1993).

## Биография
В 1980-х годах несколько раз участвовал в отборочных турнирах чемпионатов СССР. Лучший результат в этих соревнованиях показал в 1987 году в Курске, поделив в полуфинале 5—6 места.
В международных турнирах начал участвовать в конце 1980-х. Победил или поделил 1-е места в некоторых из турниров в городах: Гожув-Велькопольский (1989), Варшава (1991), Пардубице (1992), Воскресенск (1993), Челябинск (1993), Дрезден (1994), Минск (1996), Леуварден (1997), Гётеборг (1997), Любляна (2000), Малага (2000), Мондарис (2000), Быдгощ (2000), Барлинек (2001, мемориал Эмануила Ласкера), Абу-Даби (2002), Стокгольм (2004/2005, турнир Кубок Рилтона), Киш (2005), Тегеран (2005, 2006), Яссы (2007) и Мешхед (2011).
В первой половине 1990-х годов участвовал в клубных чемпионатах Польши, представляя «Miedź» (Легница). В 1992 году получил в Ревале — золотую, а в 1993 году в Любневицах — бронзовую медали в команде.
В 2011 году разделил 1-4 места с Гадиром Гусейновым, Мерабом Гагунашвили и Сергеем Тивяковым в 19-м Открытом шахматном турнире в Фаджре и выиграл открытый чемпионат Словакии в Банска-Штьявнице.
Входил в состав сборной России, завоевавшей золотую медаль на командном чемпионате Европы среди ветеранов 2019 года в категории 50+.

## Изменения рейтинга
| Графики недоступны из-за технических проблем. См. информацию на Фабрикаторе и на mediawiki.org. |